# Istiblennius edentulus
Istiblennius edentulus är en fiskart som först beskrevs av Forster och Schneider, 1801.  Istiblennius edentulus ingår i släktet Istiblennius och familjen Blenniidae. Inga underarter finns listade i Catalogue of Life.